# Chirnogeni
Chirnogeni é uma comuna romena localizada no distrito de Constanța, na região de Dobruja. A comuna possui uma área de 116.06 km² e sua população era de 3439 habitantes segundo o censo de 2007.